# Dawson (Dakota del Norte)
Dawson es una ciudad ubicada en el condado de Kidder en el estado estadounidense de Dakota del Norte. En el censo de 2010 tenía una población de 61 habitantes y una densidad poblacional de 69,27 personas por km².

## Geografía
Dawson se encuentra ubicada en las coordenadas 46°52′5″N 99°45′13″O / 46.86806, -99.75361. Según la Oficina del Censo de los Estados Unidos, Dawson tiene una superficie total de 0.88 km², de la cual 0.88 km² corresponden a tierra firme y (0%) 0 km² es agua.

## Demografía
Según el censo de 2010, había 61 personas residiendo en Dawson. La densidad de población era de 69,27 hab./km². De los 61 habitantes, Dawson estaba compuesto por el 100% blancos, el 0% eran afroamericanos, el 0% eran amerindios, el 0% eran asiáticos, el 0% eran isleños del Pacífico, el 0% eran de otras razas y el 0% pertenecían a dos o más razas. Del total de la población el 8.2% eran hispanos o latinos de cualquier raza.